# Ибрагимов, Султан-Ахмед Магомедсалихович
Султан-Ахмед Магомедсалихович Ибрагимов, при рождении Султан Ахмед Ибрагимов (8 марта 1975, село Тлярата, Дагестанская АССР) — российский боксёр-профессионал, выступавший в тяжёлой весовой категории. Серебряный призёр Олимпийских игр 2000 года. Чемпион мира в тяжёлом весе по версии WBO (2007—2008). Занимает 7-е место в рейтинге лучших российских боксеров всех времен и народов вне зависимости от весовой категории по версии BoxRec.

## Биография
Султан Ибрагимов родился в высокогорном дагестанском селении Тлярата.По национальности аварец. Боксом начал заниматься с 17 лет, когда приехал в Ростов-на-Дону и поступил в местный финансовый техникум. Там Ибрагимов встретил своего первого тренера Анатолия Черняева. Вскоре на способного дагестанского боксёра обратил внимание ставший затем его многолетним наставником Рамазан Абачараев (занимавший впоследствии посты вице-президента Федерации любительского бокса России и вице-президента AIBA).

## Любительская карьера

#### Чемпионат Европы 2000
Серебряный призёр Чемпионата Европы 2000 года в Тампере, Финляндия. Результаты:
Победил Примислав Димовски (Македония) оч (8-3)
Победил Александр Яценко (Украина) АВ-3
Победил Андреас Густавссон (Швеция) ПТС (10-3)
Проиграл Джексон Шане (Франция) ЙД 4

#### Олимпийские игры 2000
Серебряный призёр на Олимпиаде-2000 в Сиднее. Результаты:
Победил Pauga Лау Лау (Самоа) RSCO-4
Победил Джексон Шане (Франция) оч (18-13)
Победил Владимир Чантурия оч (19-14)
Проиграл Феликс Савон (Куба) оч (13-21)

#### Чемпионат мира 2001
Бронзовый призёр Чемпионата Мира 2001 года в Белфасте (Северная Ирландия). Результаты:
Победил Стивен Рейнольдс (Ирландия) ОСК-2
Победил Кубрата Пулева (Болгария) оч (15-12)
Проиграл Одланьер Солис (Куба) оч (13-23)

## Профессиональная карьера
Дебютировал в 2002 году: первые 4 поединка закончил нокаутом в 1-м раунде.

#### Бой с Алексеем Осокиным
В своём 11-м бою победил россиянина Алексея Осокина.
16 октября 2004 года встретился с Наджи Шехидом. Их встреча закончилась нокаутом в 3-м раунде, и Ибрагимов завоевал титул интерконтинентального чемпиона WBO тихоокеанского региона.

#### Бой с Альфредом Коулом
3 марта 2005 года нокаутировал в 3-м раунде бывшего чемпиона Альфреда Коула.

#### Бой с Фрайдеем Ахунаньей
16 октября 2005 года Ибрагимов встретился с нигерийцем Фрайдеем Ахунаньей. В этом поединке Ибрагимов впервые оказался в нокдауне, но в итоге Султан победил решением судей.

#### Бой с Лэнсем Уитакером
В декабре 2005 года в 7-м раунде нокаутировал Лэнса Уитакера.

#### Претендентский бой с Рэем Остином
В июле 2006 года — элиминатор по версии IBF между Султаном Ибрагимовым и американцем Рэем Остином. Бой был равным. Остин побывал в нокдауне в 4-м раунде, а Ибрагимов в 10-м. Поединок не вызвал большого интереса у публики, поэтому транслировался только каналом ESPN, специализирующемся на показе второстепенных боёв. Поскольку Остин был в рейтинге выше Ибрагимова, а также из-за того, что это был его второй подряд элиминатор, шанс встретиться с чемпионом Владимиром Кличко предоставили американцу. Ибрагимов же получил возможность сразиться с чемпионом по версии WBO.
Счёт неофициального судьи: Тэдди Атласа(114—114).
10 марта 2007 года Ибрагимов в первом раунде нокаутировал мексиканца Хавьера Мору.

#### Чемпионский бой с Шэнноном Бриггсом
В июле 2007 года Ибрагимов победил чемпиона мира в тяжёлом весе по версии WBO Шэннона Бриггса.

#### Бой с Эвандером Холифилдом
В октябре 2007 года в Москве, впервые защищая титул чемпиона, Султан Ибрагимов победил легендарного Эвандера Холифилда.

#### Возможный бой с Русланом Чагаевым
В 2007 году в Москве планировался объединительный бой между чемпионом мира по версии WBO Султаном Ибрагимовым и чемпионом мира по версии WBA Русланом Чагаевым. Это должен был быть первый объединительный бой с 1999 года и первый объединительный бой, прошедший не на территории США, а также первый объединительный бой, в котором не участвовал бы американец. Однако бой пришлось отменить из-за гепатита у Чагаева.

#### Объединительный бой с Владимиром Кличко
В феврале 2008 года состоялся объединительный поединок между чемпионами в тяжёлом весе — по версии WBO Султаном Ибрагимовым и по версии IBF и IBO Владимиром Кличко. Кличко провел осторожный бой, работая одним джебом. Ибрагимов уступал в росте, и поэтому не успевал за своим противником. Владимир Кличко уверенно победил по очкам.

#### Завершение карьеры
После боя с Владимиром Кличко Ибрагимов ушёл из бокса. Объяснил он это тем, что ещё до боя перенес 3 перелома руки, а также желанием уйти на пике физической формы и сохранить здоровье.

## После бокса
Сейчас он живёт в Махачкале и занимается бизнесом. При этом Султан постоянно общается с друзьями и бывшими соперниками и в курсе всех значимых событий в мире бокса.

## Результаты боёв
В таблице перечислены результаты всех поединков боксёров.
В каждой строке указан результат поединка. Дополнительно номер поединка обозначен цветом, который обозначает итог поединка. Расшифровка обозначений и цветов представлена в нижеследующей таблице.
| Пример | Расшифровка                     |
| ------ | ------------------------------- |
|        | Победа                          |
|        | Ничья                           |
|        | Поражение                       |
|        | Планируемый поединок            |
|        | Поединок признан несостоявшимся |
| КО     | Нокаут                          |
| ТКО    | Технический нокаут              |
| PTS    | Решение судей (по очкам)        |
| UD     | Единогласное решение судей      |
| MD     | Решение большинства судей       |
| SD     | Раздельное решение судей        |
| RTD    | Отказ от продолжения боя        |
| DQ     | Дисквалификация                 |
| NC     | Поединок признан несостоявшимся |

| Бой    | Дата             | Соперник         | Судьи              | Место боя                                      | Раундов | Результат | Дополнительно |
| ------ | ---------------- | ---------------- | ------------------ | ---------------------------------------------- | ------- | --------- | --- |
| 22-1-1 | 23 февраля 2008  | Владимир Кличко  | Вейн Келли         | Мэдисон-Сквер-Гарден, Нью-Йорк, США            | 12      | Поражение | Счёт: 110:119, 111:117, 110:118. Объединительный бой за титул чемпиона мира по версиям WBO (2-я защита Ибрагимова) IBF и IBO (4-я защита Кличко) в тяжёлом весе. |
| 22-0-1 | 13 октября 2007  | Эвандер Холифилд | Рауль Кайс         | Дворец спорта на Ходынке, Москва, Россия       | 12      | Победа    | Счёт: 117—111, 118—110, 117—111. Защитил титул чемпиона мира по версии WBO (1-я защита Ибрагимова) в тяжёлом весе.                                               |
| 21-0-1 | 2 июня 2007      | Шеннон Бриггс    | Эдди Коттон        | Боардуолк-Холл, Атлантик-Сити, Нью-Джерси, США | 12      | Победа    | Счёт: 117—111, 119—109, 115—113. Завоевал титул чемпиона мира по версии WBO (1-я защита Бриггса) в тяжёлом весе.                                                 |
| 20-0-1 | 10 марта 2007    | Хавьер Мора      | Майк Ортега        | Мэдисон-Сквер-Гарден, Нью-Йорк, Нью-Йорк, США  | 10      | Победа    | ТКО1 |
| 19-0-1 | 28 июля 2006     | Рэй Остин        | Томми Киммонс      | Семиноле Хард Рок, Голливуд, Флорида, США      | 12      | Ничья     | Петер Трематерра 115—111 Бил Рэй 113—113 Том Миллер 112—114 |
| 19-0   | 15 декабря 2005  | Лэнс Уитакер     | Телис Ассимениос   | Хард Рок Казино, Голливуд, Флорида, США        | 12      | Победа    | ТКО7 |
| 18-0   | 16 сентября 2005 | Фрайдей Ахунанья | Джим Корб          | Гвиннетт-Центр, Дулут, Джорджия, США           | 12      | Победа    | TD9 |
| 17-0   | 24 июня 2005     | Энди Сэмпл       | Тоби Гибсон        | Орлеанс, Лас-Вегас, Невада, США                | 12      | Победа    | ТКО1 |
| 16-0   | 22 апреля 2005   | Зури Лоуренс     | Уэйн Хеджепет      | Тропикана, Атлантик-Сити, Нью-Джерси, США      | 12      | Победа    | ТКО11 |
| 15-0   | 3 марта 2005     | Альфред Коул     | Артур Мерканте Мл. | Эм-Джи-Эм, Нью-Йорк, Нью-Йорк, США             | 12      | Победа    | ТКО3 |
| 14-0   | 11 декабря 2004  | Джеймс Уолтон    | Дэнни Шиавоне      | Атлантик Океания, Брайтон-Бич, Нью-Йорк, США   | 12      | Победа    | ТКО6 |
| 13-0   | 16 октября 2004  | Наджи Шехид      | Брайан Гарри       | Овашион, Бойнтон-Бич, Флорида, США             | 12      | Победа    | КО3 |
| 12-0   | 28 августа 2004  | Онебо Максиме    | Уильям Коннорс     | Овашион, Бойнтон-Бич, Флорида, США             | 8       | Победа    | ТКО5 |
| 11-0   | 10 марта 2004    | Алексей Осокин   |                    | Москва, Россия                                 | 8       | Победа    | UD8 |
| 10-0   | 29 января 2004   | Пётр Сапун       |                    | Центр на Тульской, Москва, Россия              | 8       | Победа    | КО1 |
| 9-0    | 12 сентября 2003 | Седрак Агагулян  |                    | Донецк, Украина                                |         | Победа    | ТКО1 |
| 8-0    | 6 июня 2003      | Маркус МакГи     |                    | Ростов-на-Дону, Россия                         | 8       | Победа    | ТКО8 |
| 7-0    | 22 апреля 2003   | Карлос Барселете |                    | Москва, Россия                                 | 6       | Победа    | КО3 |
| 6-0    | 26 марта 2003    | Чад Бутлер       | Йорге Алонсо       | Конвеншион-центр, Коконат-Гров, Флорида, США   | 6       | Победа    | 59-52 59-52 58-53 |
| 5-0    | 20 декабря 2002  | Линкольн Лак     | Уильям Коннорс     | Американ Эирлайнс Арена, Майами, Флорида, США  | 4       | Победа    | ТКО2 |
| 4-0    | 6 декабря 2002   | Кларенс Гоинс    | Джеймс Уорринг     | Паладиум, Дейви, Флорида, США                  | 4       | Победа    | ТКО1 |
| 3-0    | 18 октября 2002  | Лерой Холлис     | Телис Ассимениос   | Хард Рок Лайв, Орландо, Флорида, США           | 4       | Победа    | ТКО1 |
| 2-0    | 7 июня 2002      | Джон Филлипс     |                    | ДеСото Цивик-центр, Саутхейвен, Миссисипи, США | 4       | Победа    | ТКО1 |
| 1-0    | 25 мая 2002      | Трейси Уильямс   | Уильям Коннорс     | Теннис-центр, Делрэй-Бич, Флорида, США         | 4       | Победа    | КО1 |
| Бой    | Дата             | Соперник         | Судьи              | Место боя                                      | Раундов | Результат | Дополнительно |

## Интересные факты
- Самым тяжелым боем в карьере Ибрагимов назвал бой с Чаком Батлером[3]
- Один из 6 чемпионов мира в тяжелом весе, которые были левшами. Кроме него: Майкл Мурер, Корри Сандерс, Крис Берд, Руслан Чагаев, Чарльз Мартин. Александр Усик